# Ayuwang si
Ayuwang si (Klasztor Króla Aśoki, chiń. 阿育王寺; pinyin Ayùwáng sì) – chiński klasztor buddyjski położony w prowincji Zhejiang, jeden z najstarszych klasztorów w Chinach.

## Historia klasztoru
Klasztor ten został wybudowany w 282 roku podczas panowania dynastii Jin. Jest to bardzo ważna dla buddystów świątynia, gdyż wierzy się, że w słynnej stupie znajdują się relikwie (śarira) Buddy Śakjamuniego. Nazwę klasztor przyjął od cesarza Indii Aśoki, który owe relikwie umieścił w stupach. Według legendy jedna z relikwii została znaleziona przez chińskiego mnicha Liu Sahe, gdy nagle mała stupa cudownie pojawiła się przed nim z relikwią z głowy Buddy wewnątrz.
Klasztor liczy 600 pomieszczeń i rozpościera się na 80000 metrów kwadratowych, co czyni go jednym z największych klasztorów w Chinach. Znajduje się około 20 kilometrów na południowym wschodzie od Ningbo, na stoku góry Taiba.
W 1444 r. w klasztorze nastąpiło przerwanie sukcesji opatów. Przywrócenie sukcesji nastąpiło dopiero w 1576 r., gdy zaproszono nowego nauczyciela szkoły tiantai mistrza Wujina Chuandenga (1554-1628), który ożywił podupadły klasztor po długim okresie stagnacji. Klasztor ten w wielkim stopniu przyczynił się do renesansu chanu w XVII wieku.
W latach 30. XVII w. jego opatem został mistrz chan Miyun Yuanwu.
Również i ten klasztor ma pewne zasługi dla powstania japońskiej szkoły sōtō. Gdy Dōgen przybył na statku do chińskiego portu, spotkał tam głównego kucharza klasztoru Ayuwang. Było to pierwsze zetknięcie się Dōgena z chińskim chanem.
Pomiędzy 18 a 27 kwietnia 1950 r. przeprowadzono w Ningbo badania, które wykazały, że 35% z 470 mnichów i mniszek było całkowicie analfabetami. 62% ukończyło szkołę podstawową, a 3% - szkołę średnią. W 1952 r. przeprowadzono badania tylko w klasztorze, z których wynikało, iż 10% mnichów ze 132 było analfabetami. Różnica analfabetyzmu (35% do 10%) wzięła się prawdopodobnie z tego, że drugie badanie klasztorne nie badało mniszek, a mniszki jako kobiety miały dużo mniejsze możliwości edukacji w stosunku do mężczyzn.  
Obecnie klasztor jest jedną ze 142 głównych świątyń Chin.

## Obiekty
- Siedmiokondygnacyjna kamienna pagoda z relikwiami Buddy

## Adres klasztoru
- Ayuwang si, Wuxiangzhen, Yinzhou District, Ningbo, Zhejiang, China
- 浙江省寧波市江東區忠介街 315040

## Galeria

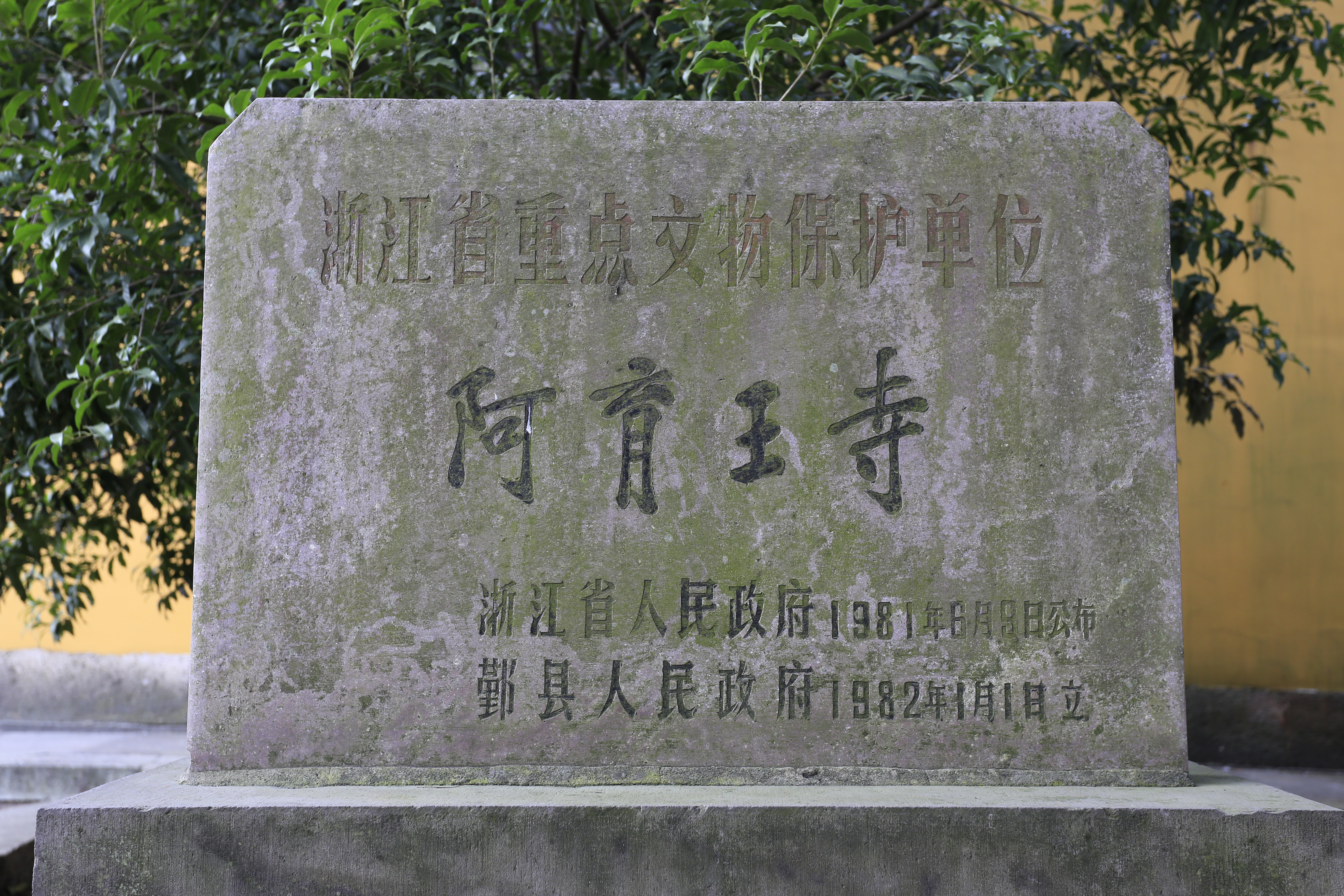
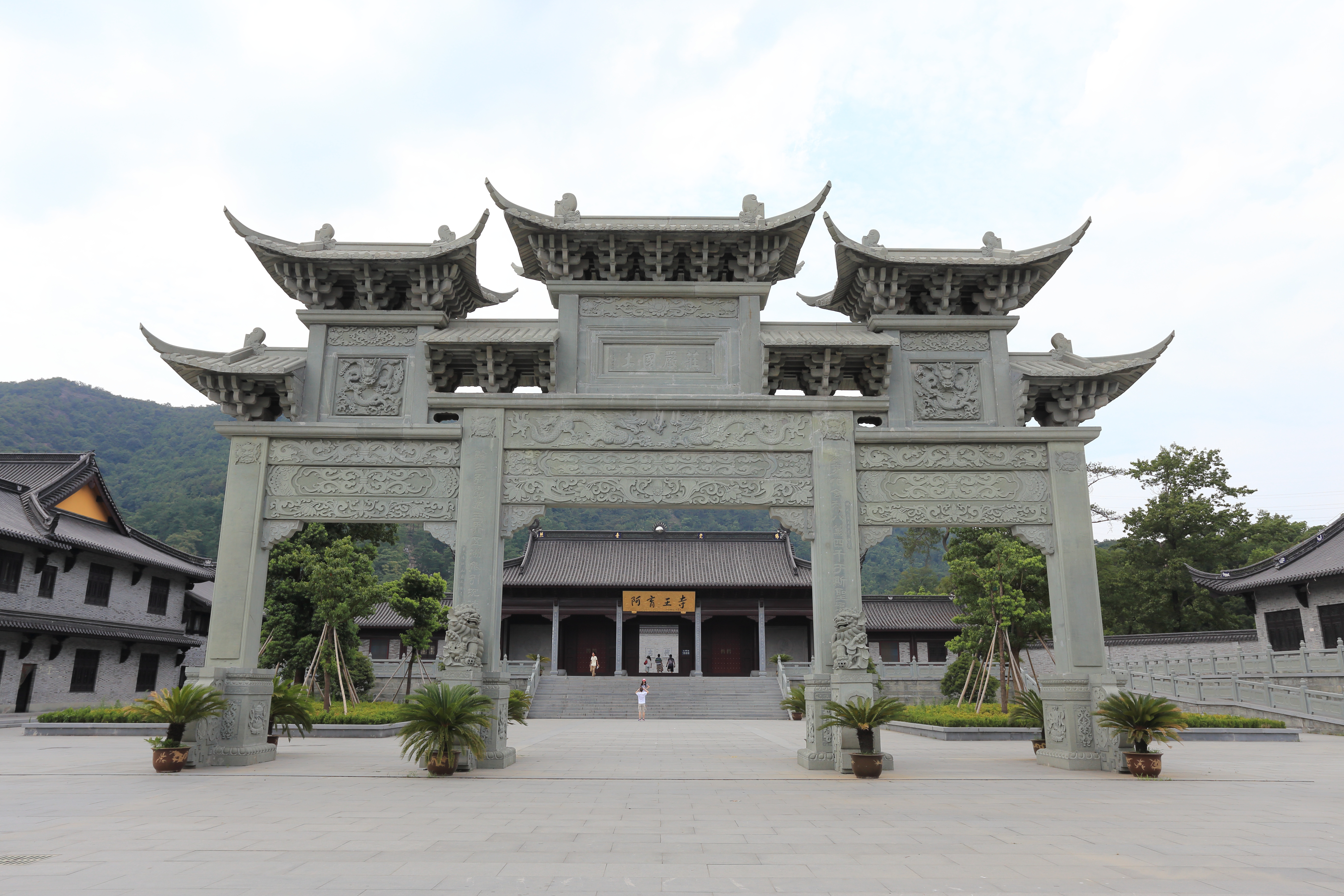
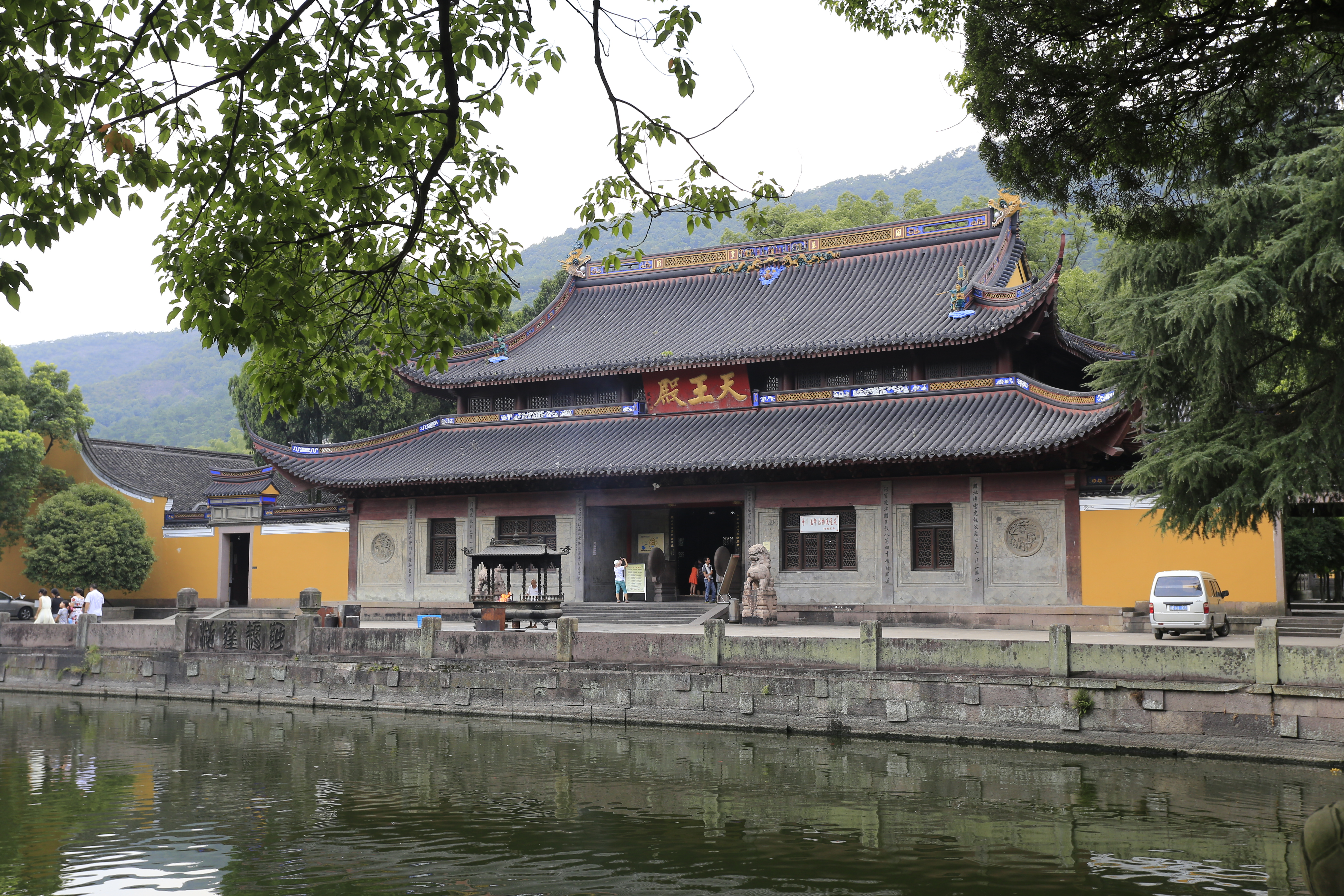
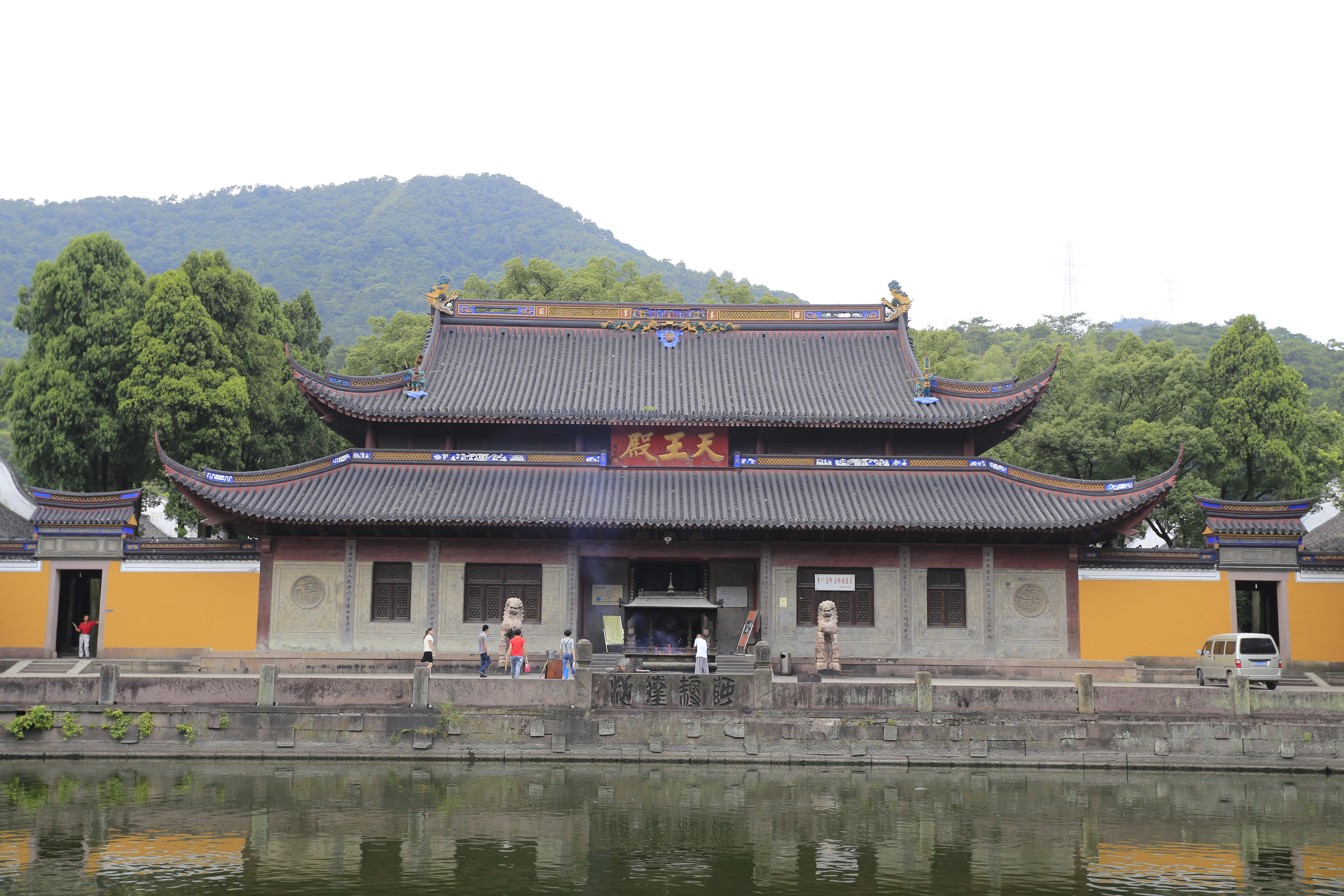
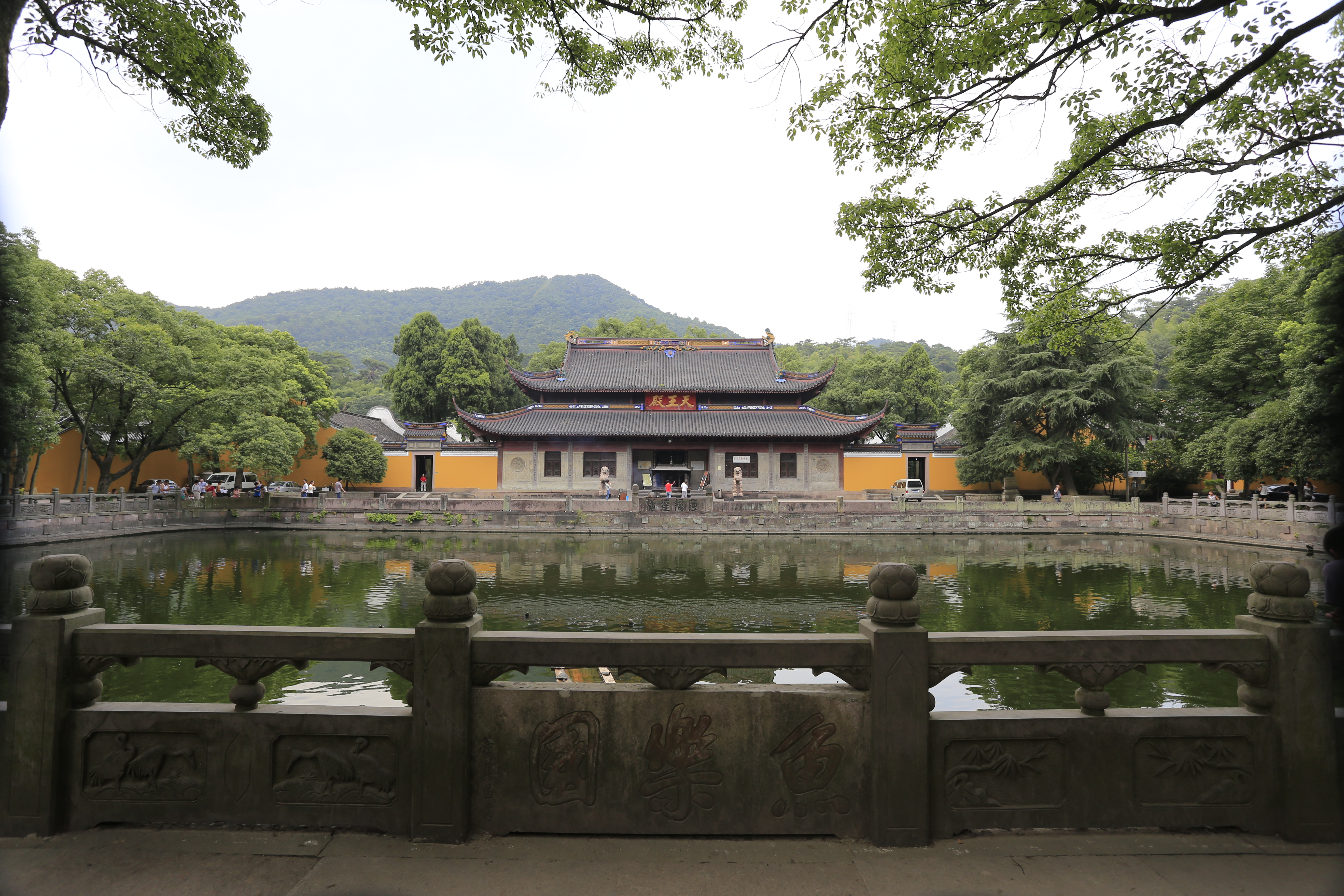
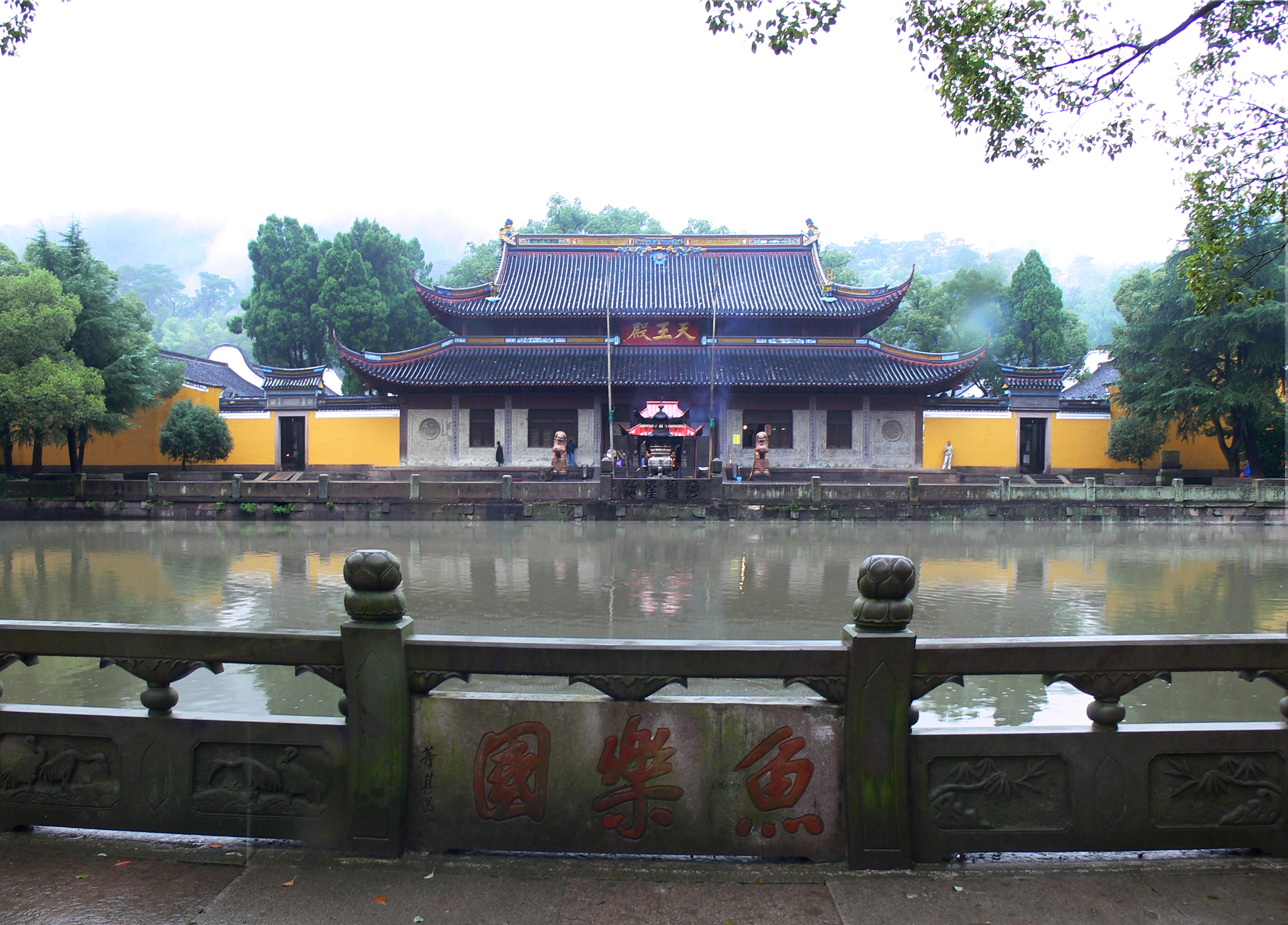
Fragment klasztoru
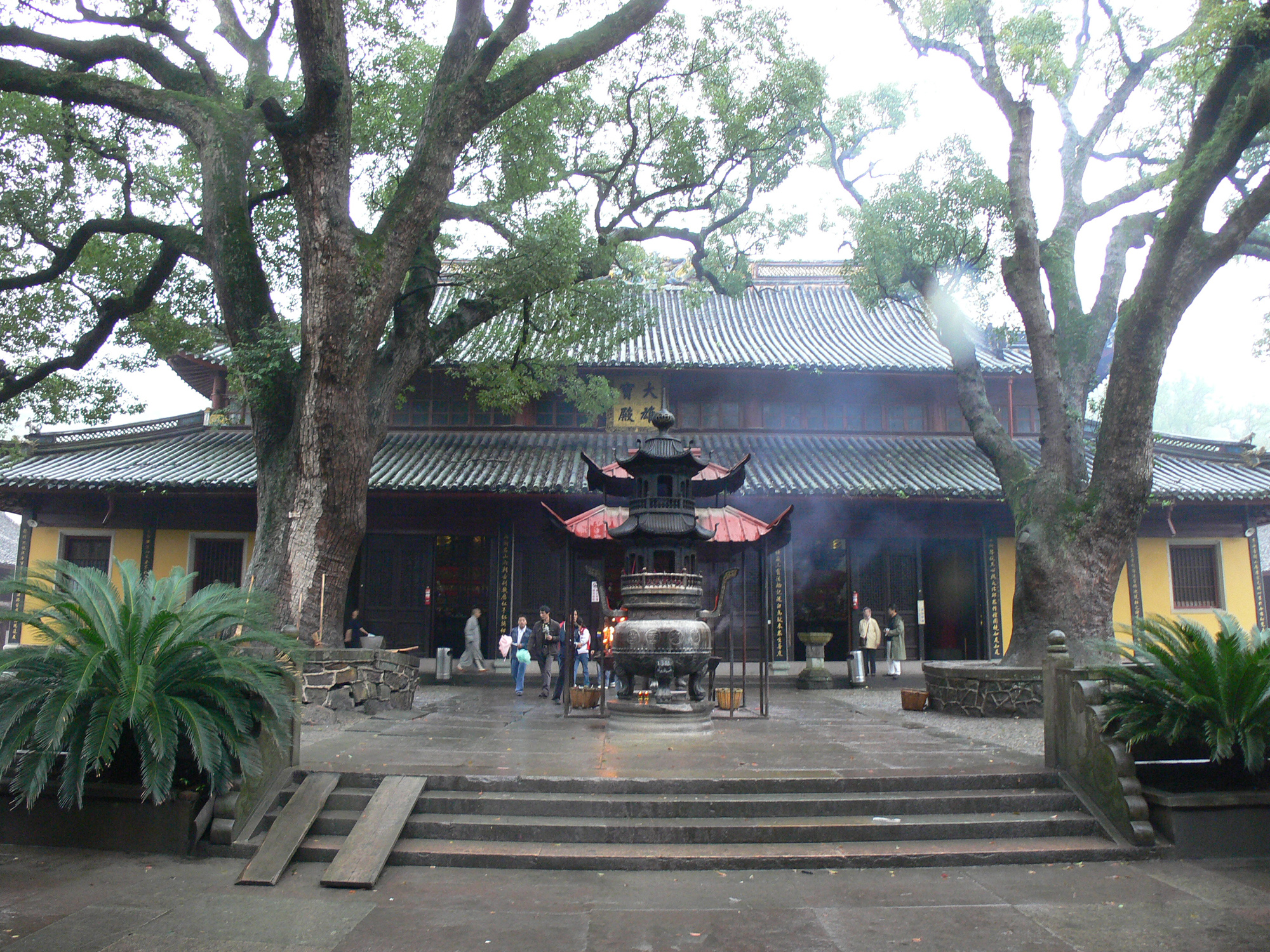
Budynek Śakjamuniego (główny budynek klasztoru)
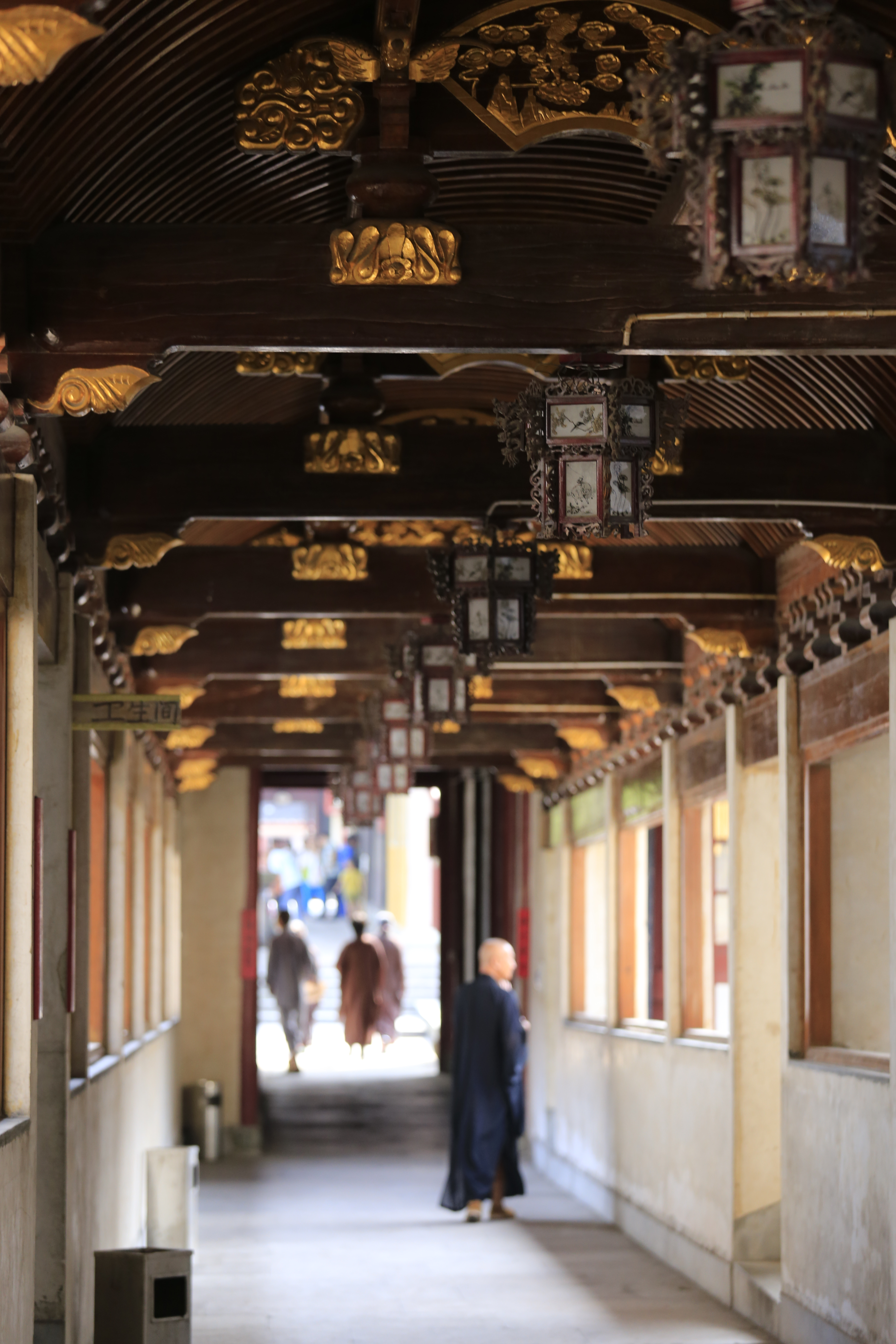
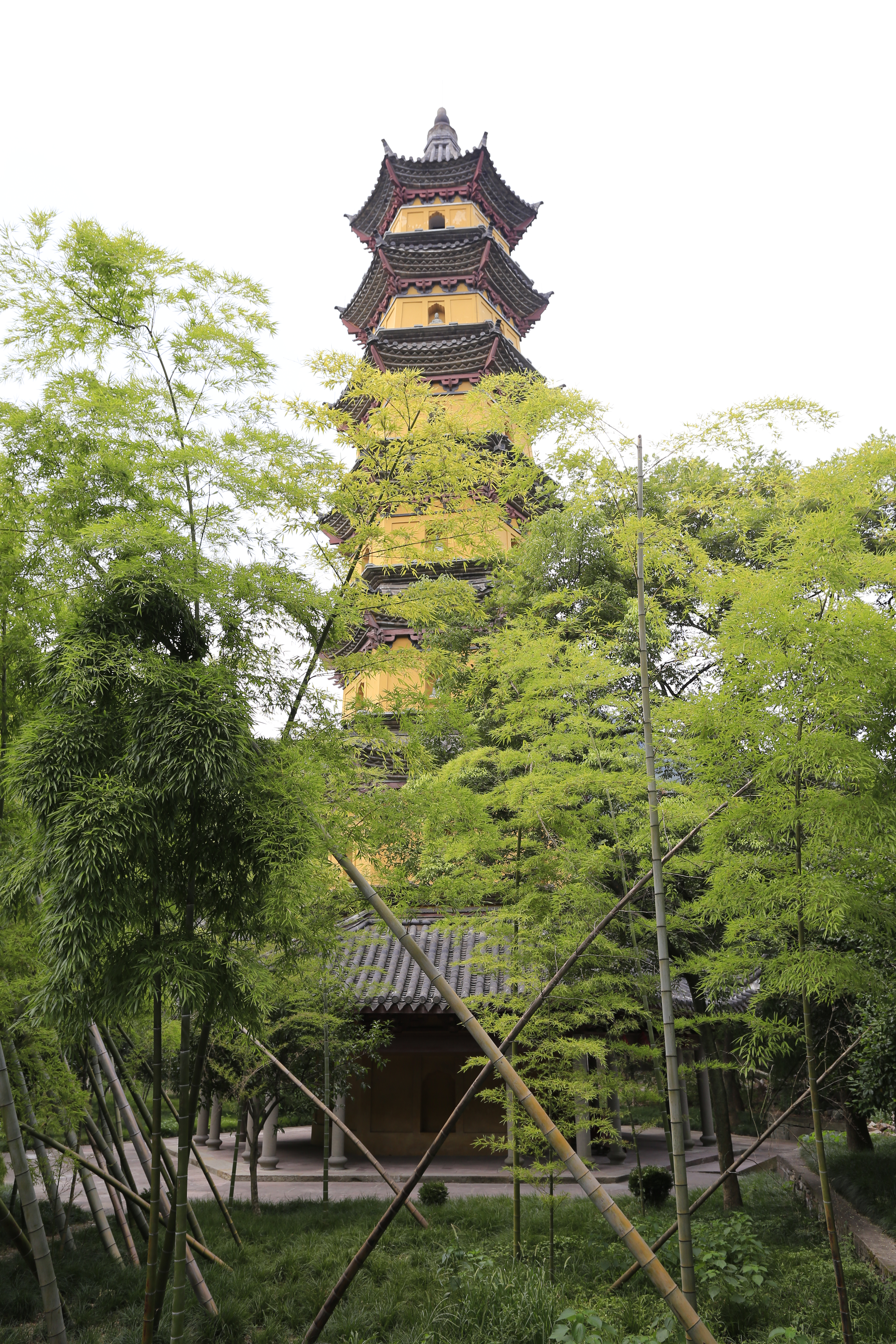
Pagoda relikwii
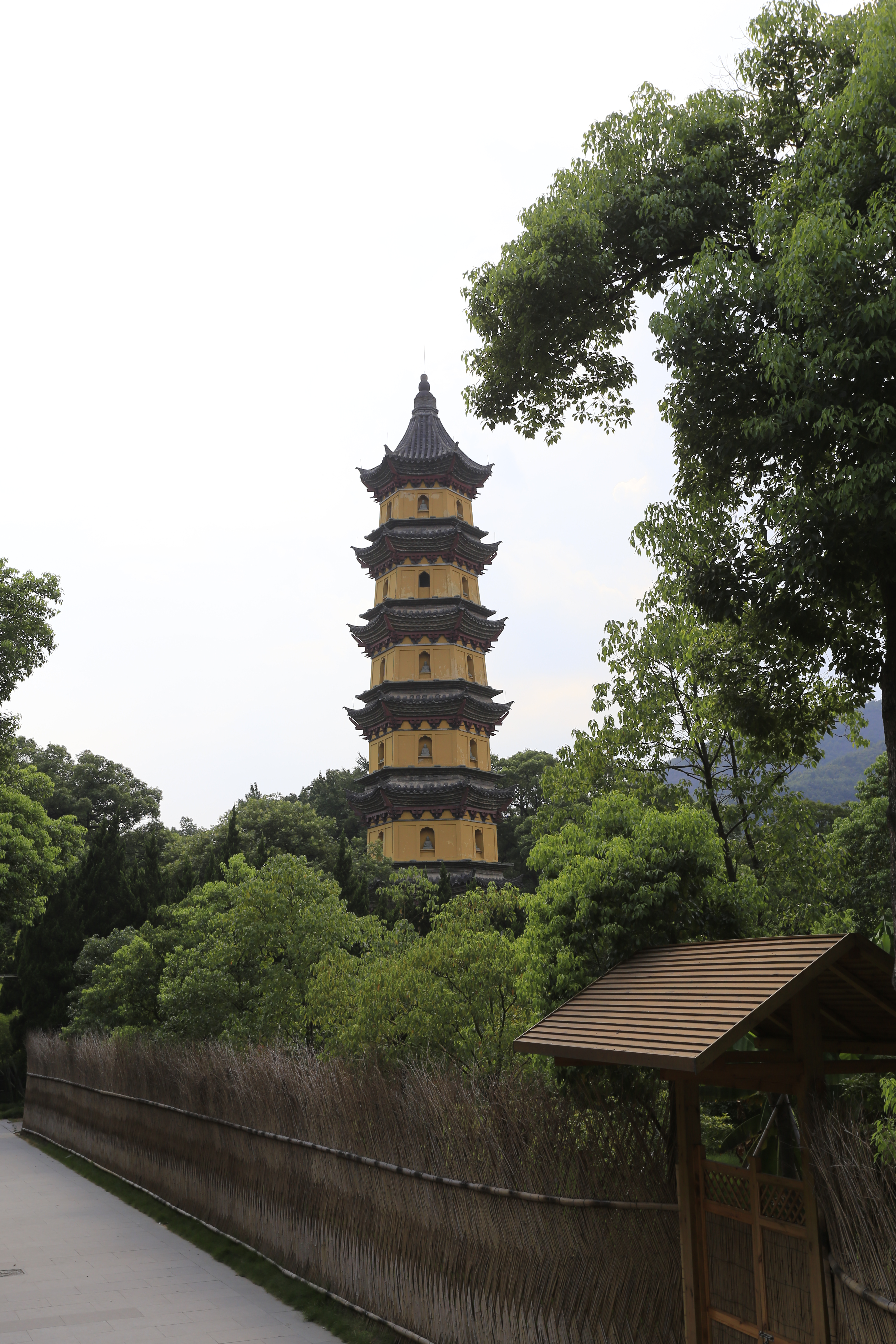
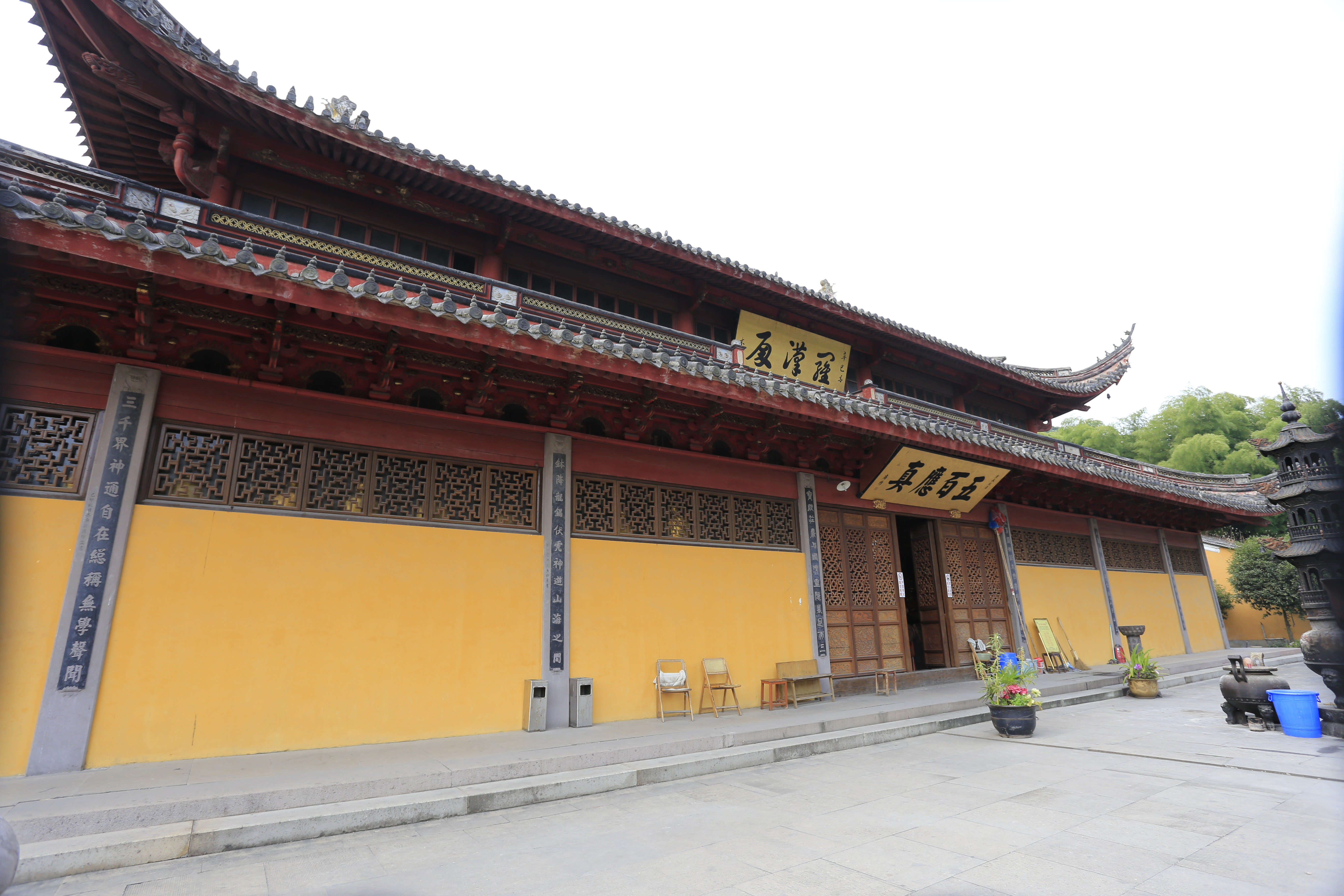
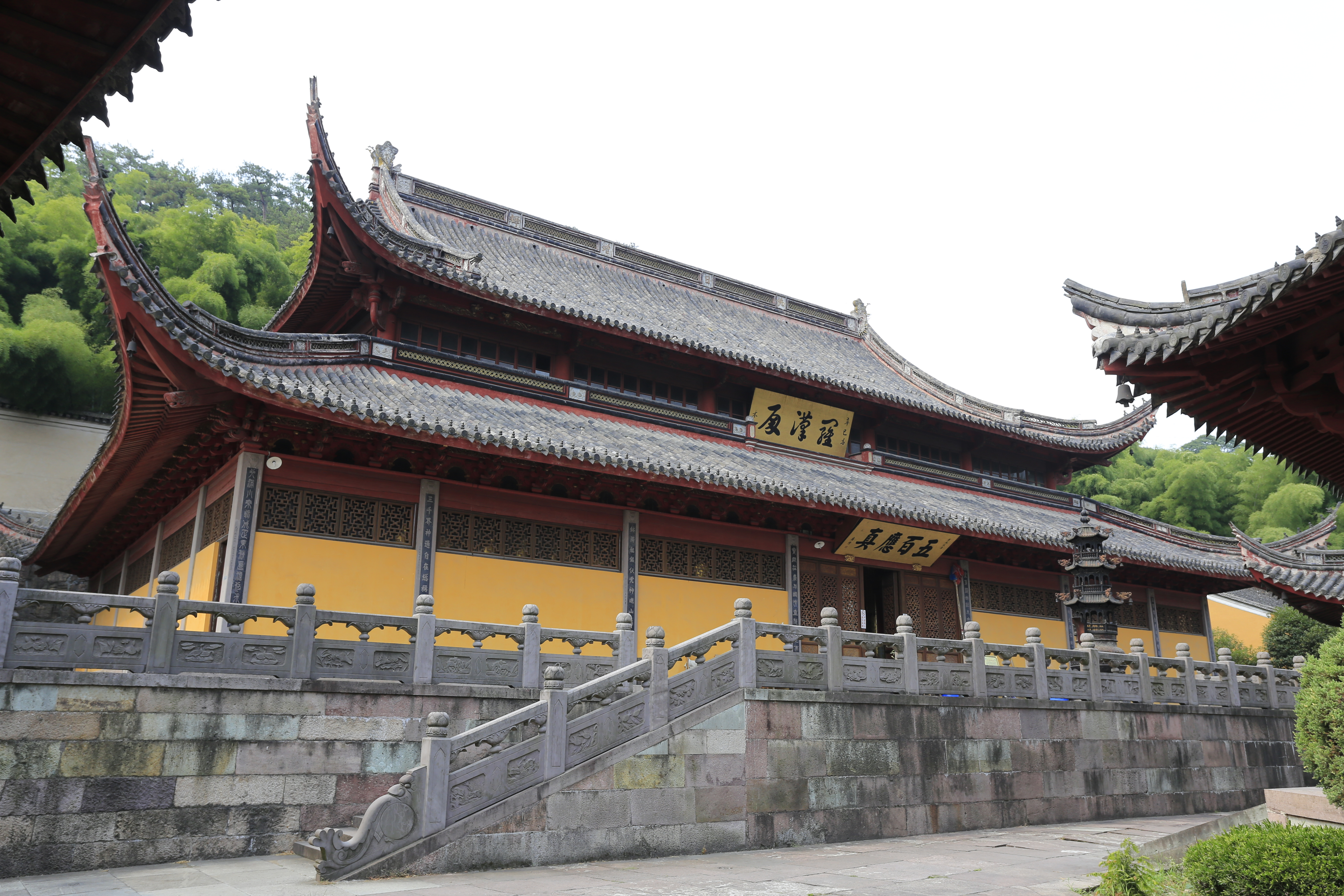
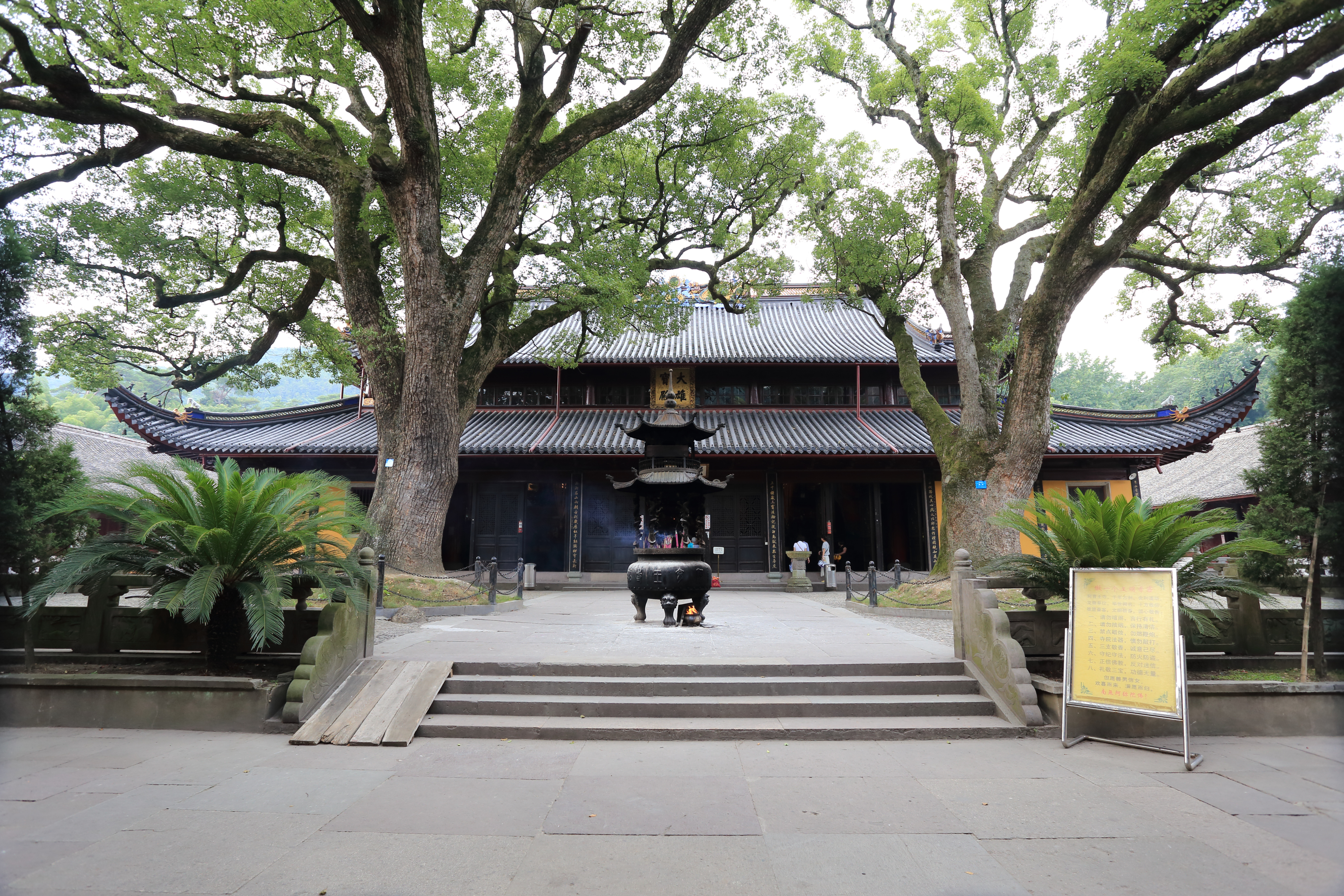
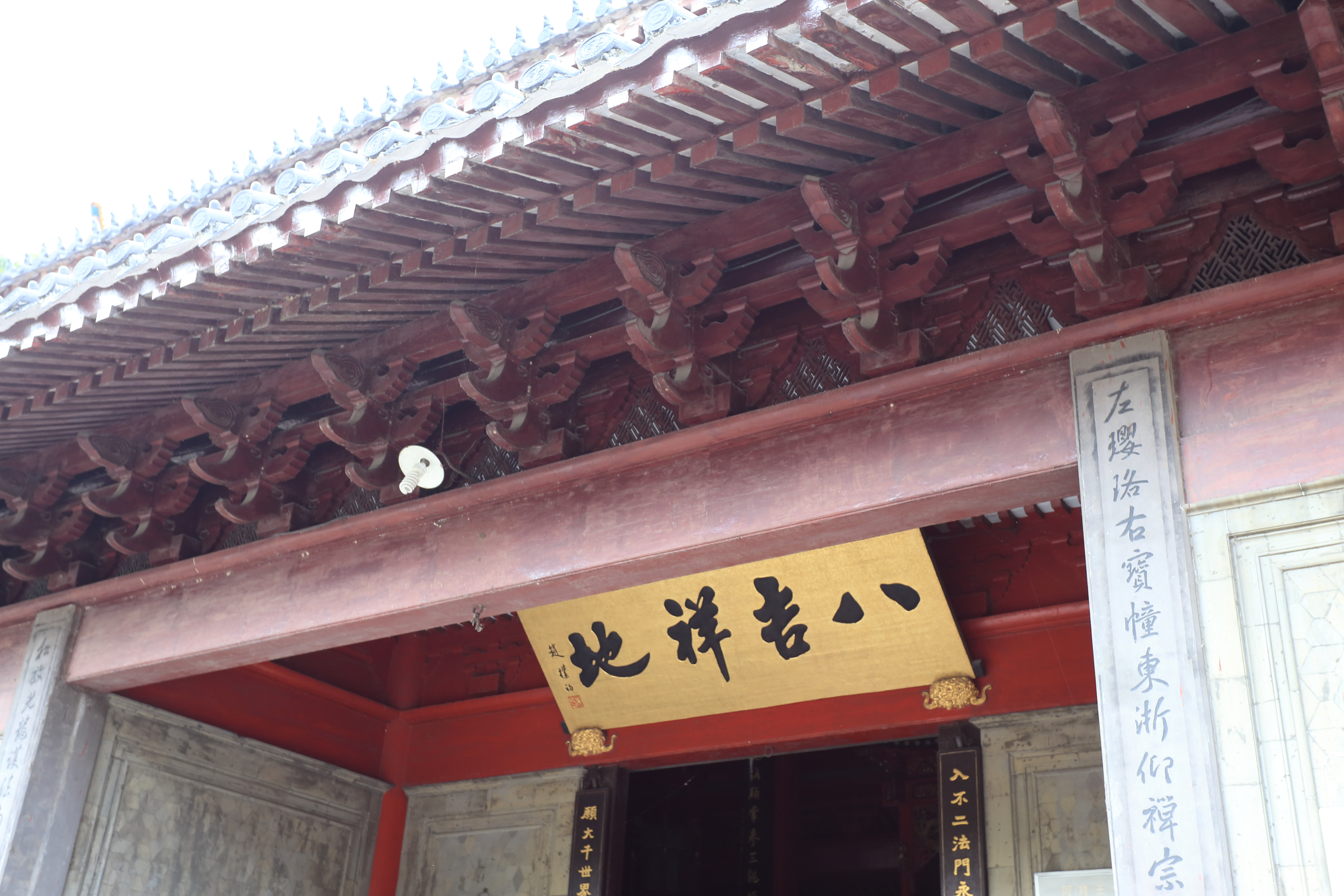
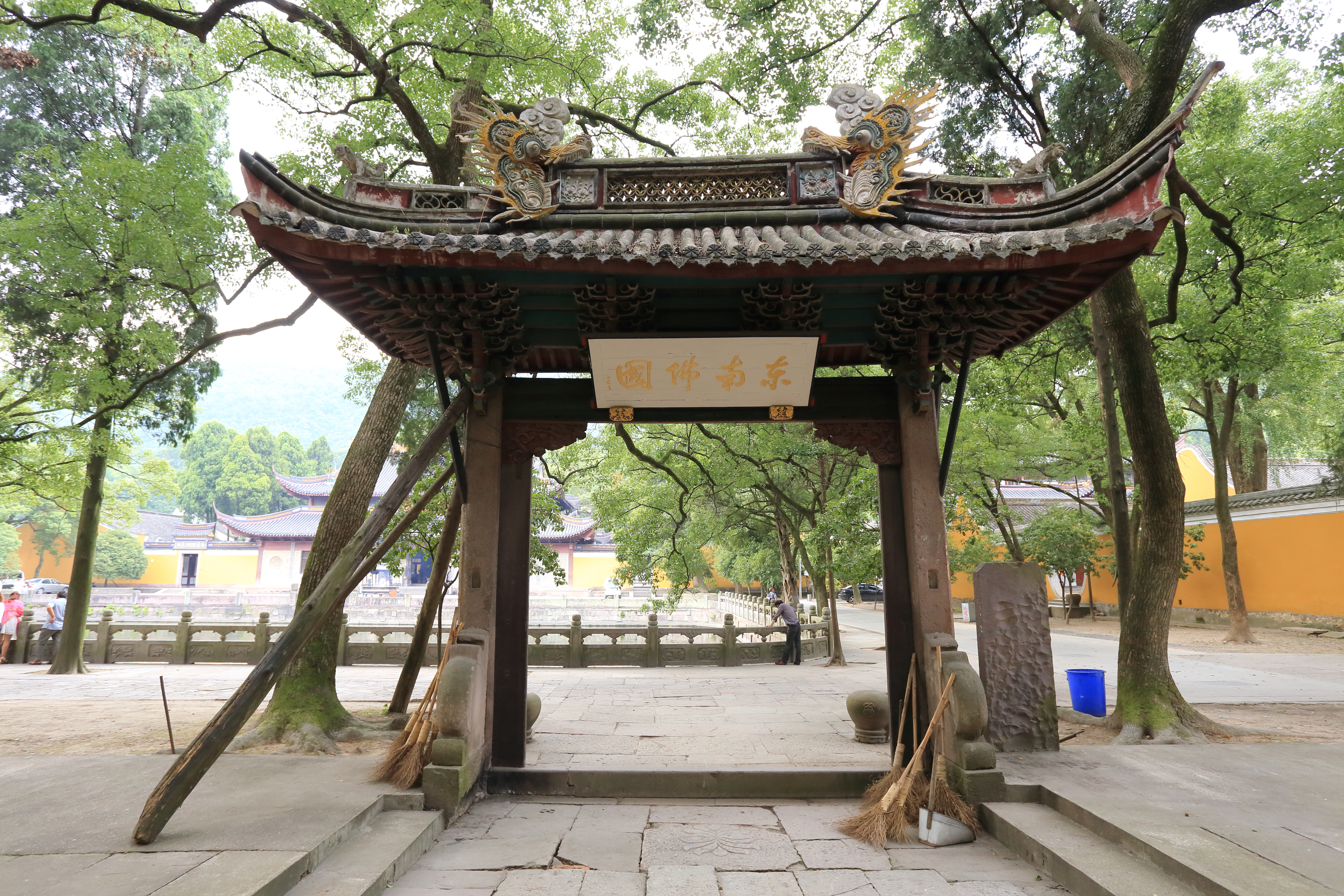
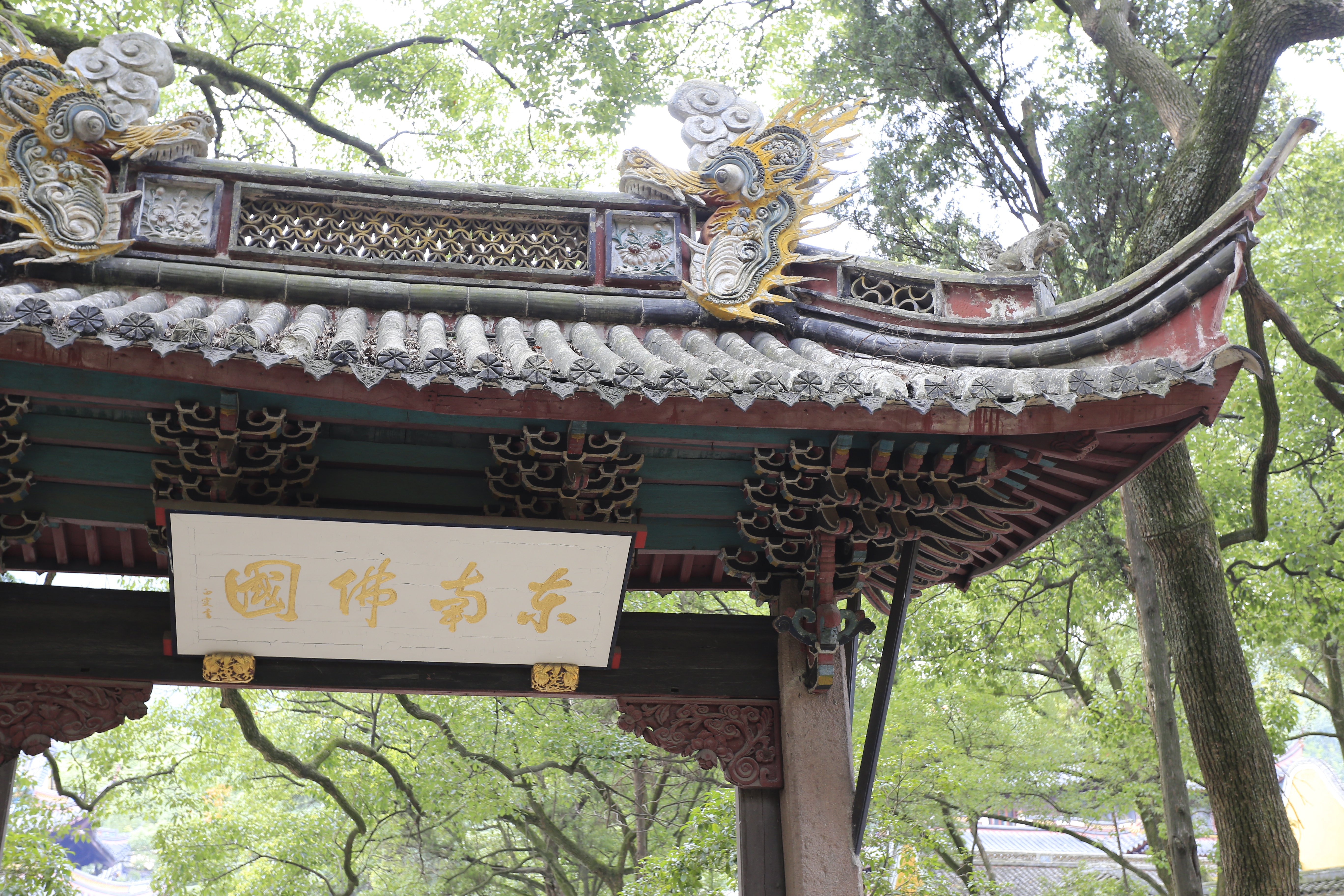
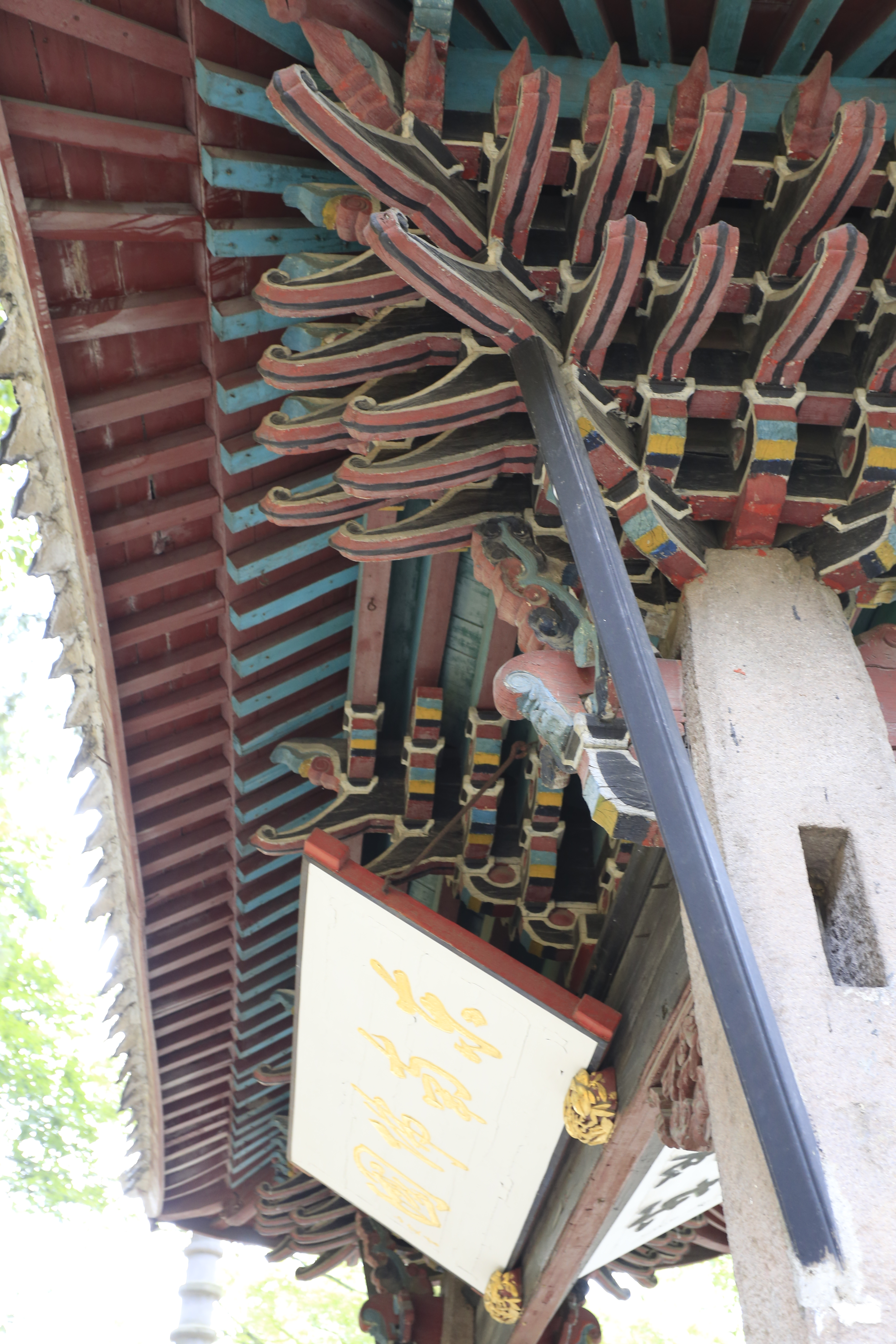
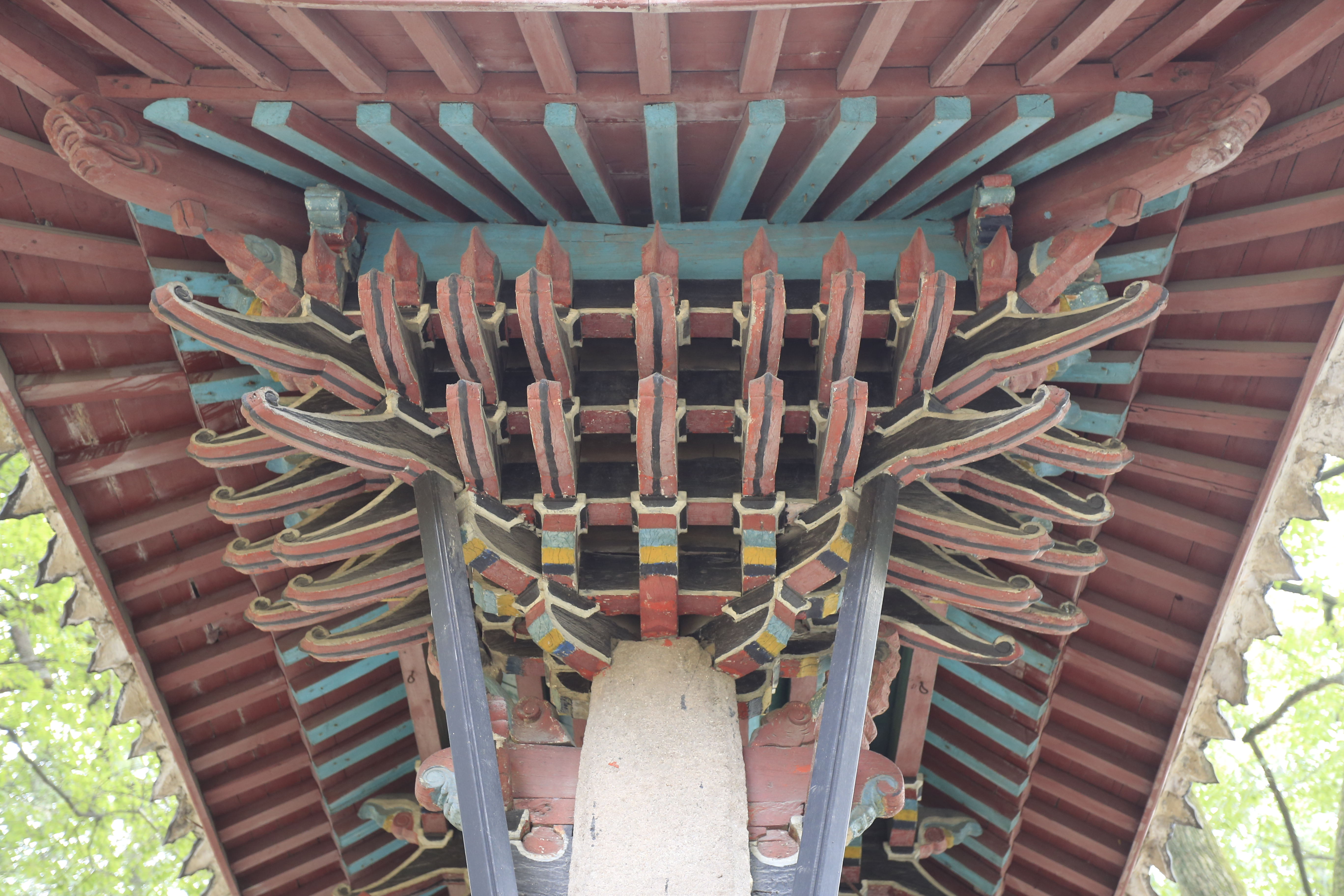
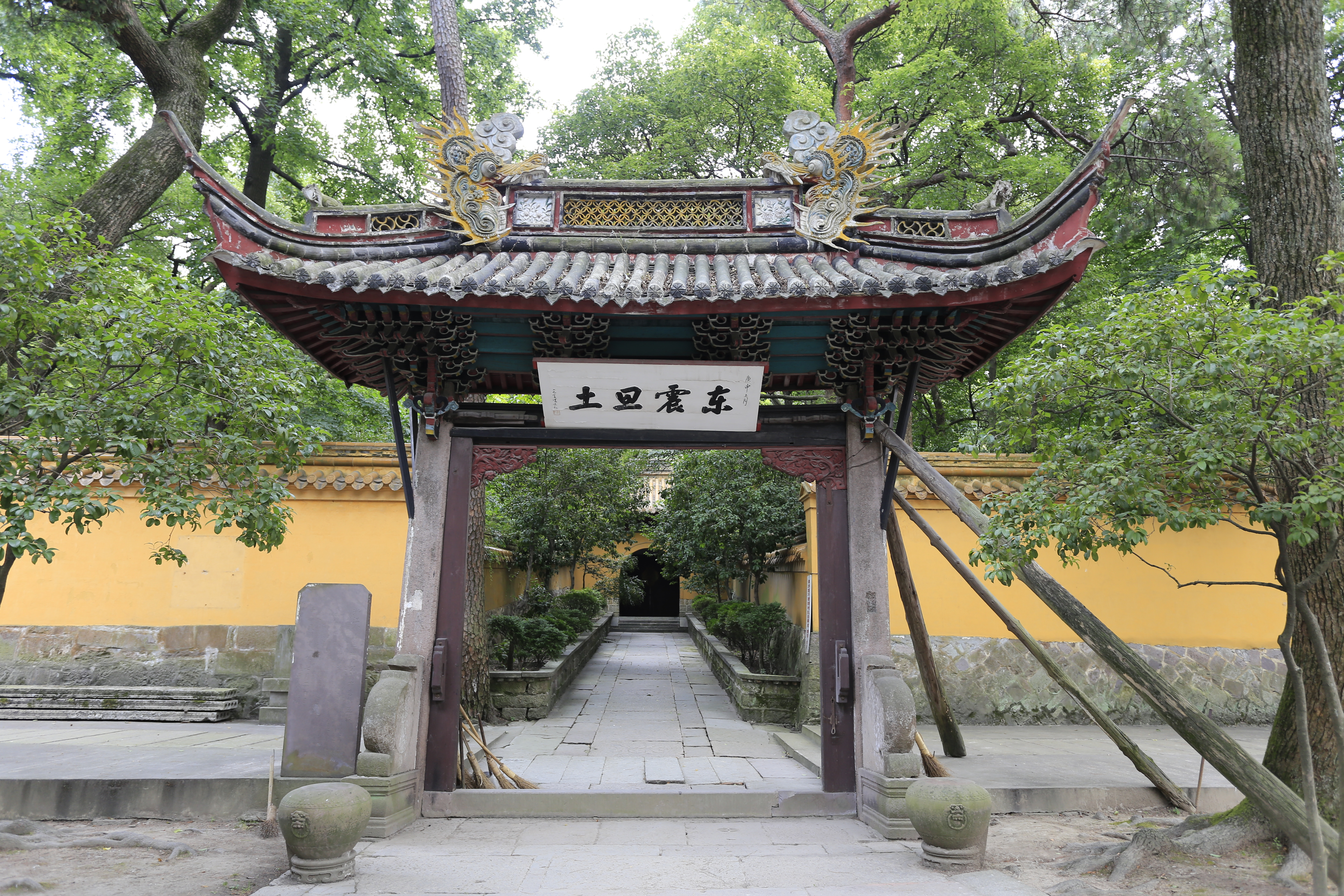
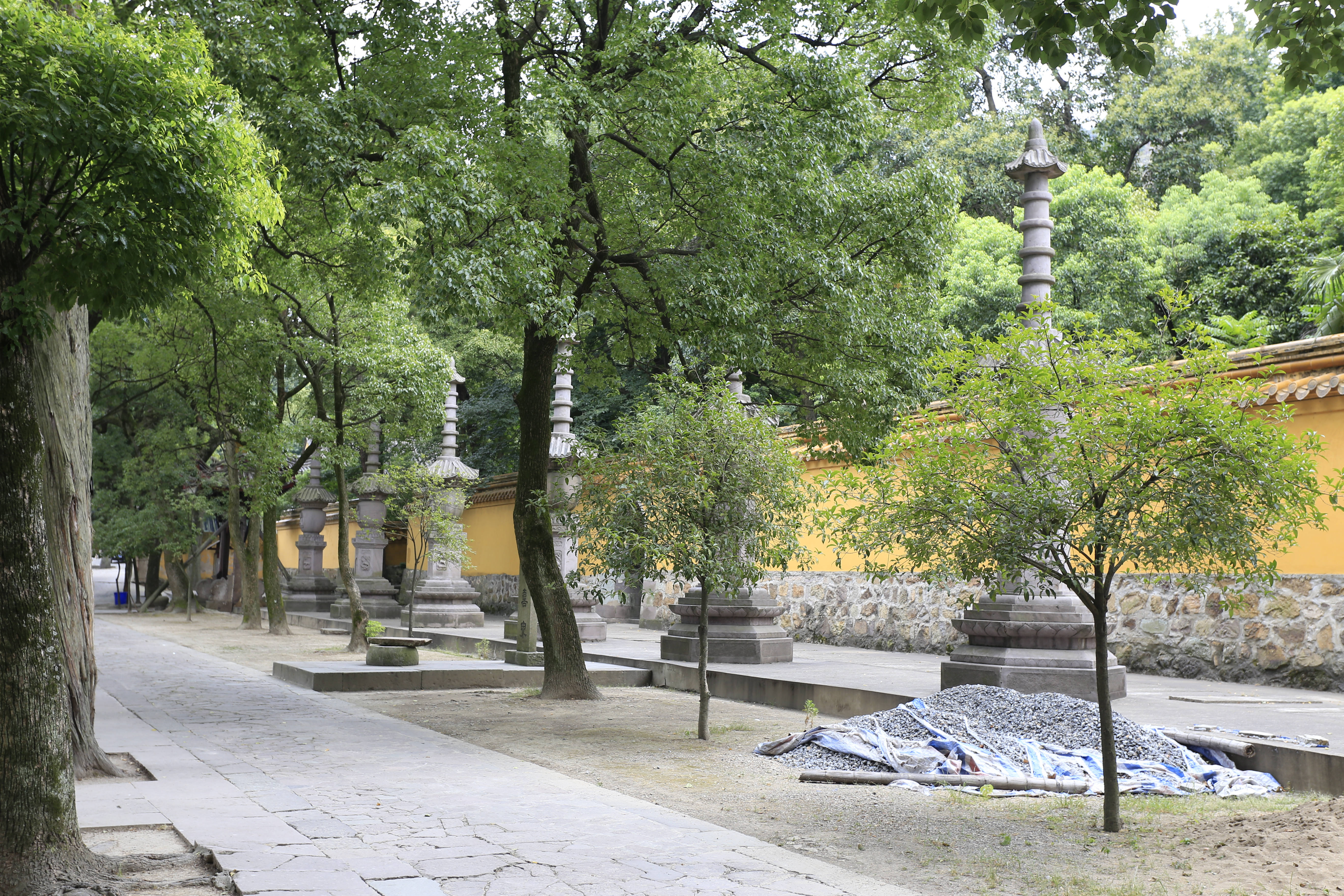
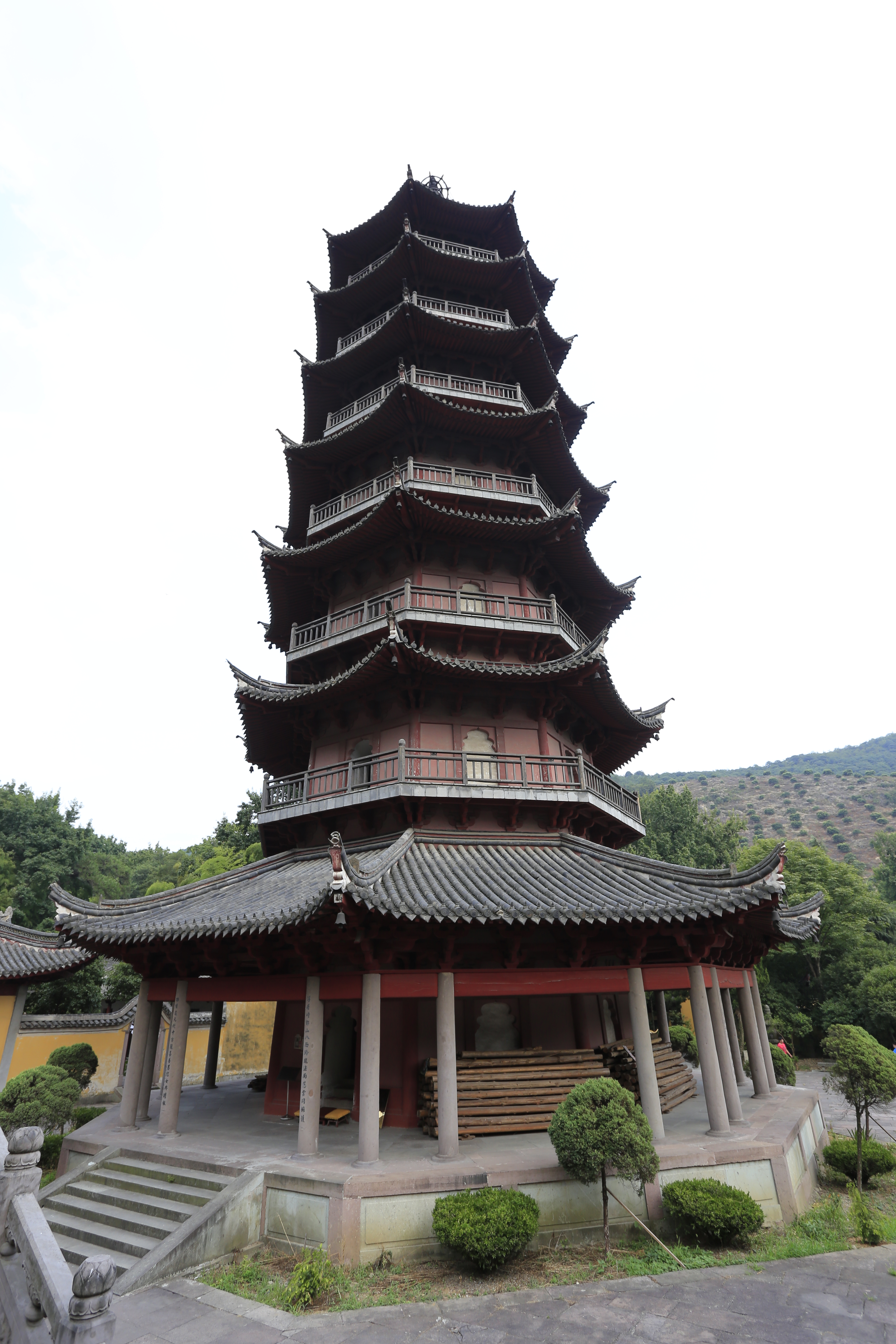
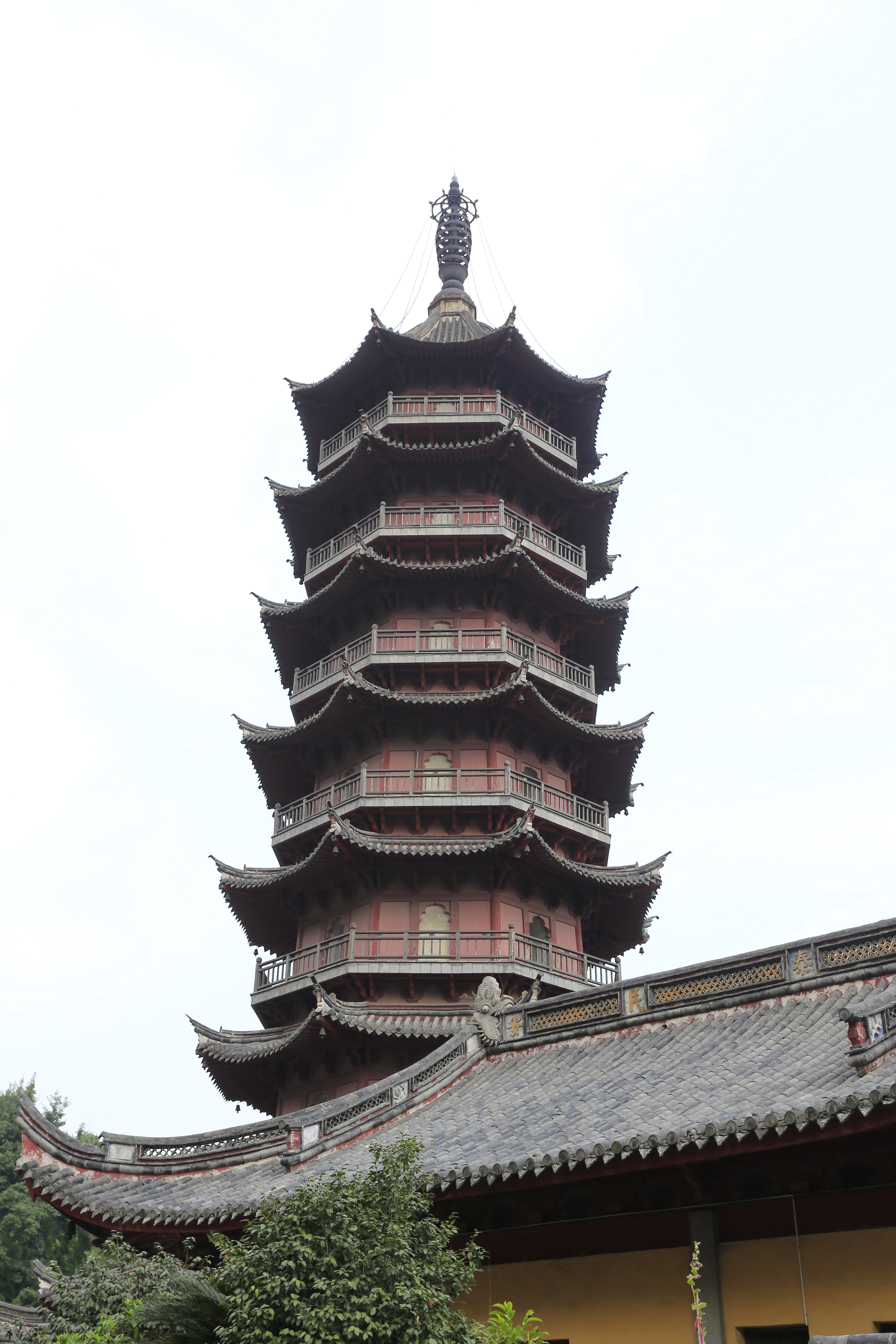
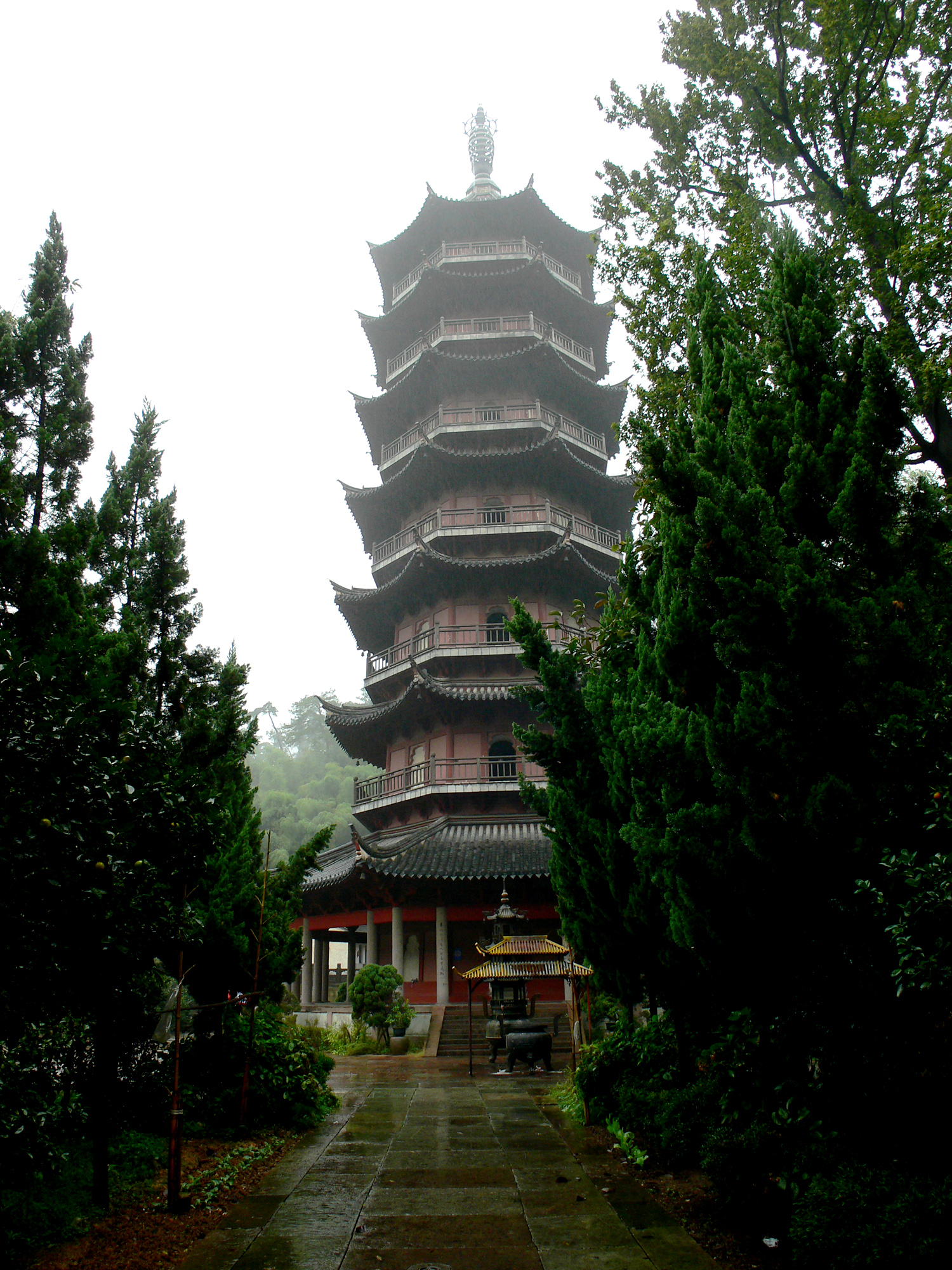
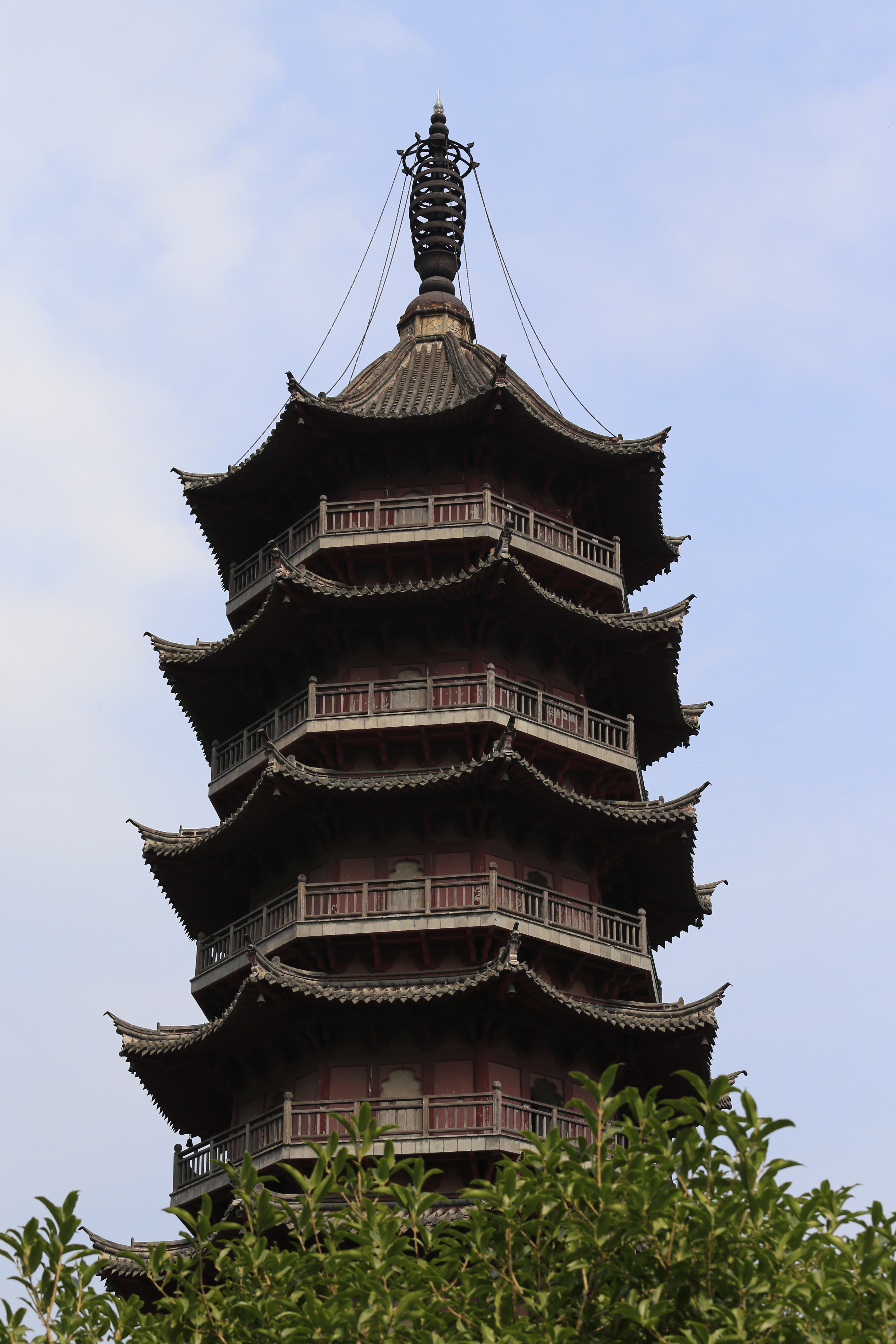